# Trendalyzer
Trendalyser est un logiciel qui convertit des données statistiques en graphiques animés et interactifs. 

## Historique
Il a été développé par la Fondation Gapminder. Il fut souvent utilisé par Hans Rosling lors de ses conférences TED.
Il a été acquis par Google en mars 2007.